# 鲁豫有约
《鲁豫有约》（英語：A Date With Luyu）為中国大陆的電視談話性節目，於2002年1月5日開播。2008年湖南卫视购买中国大陆区独播版权并于4月14日开始播出，后停播。2010年1月4日开始在安徽卫视播出，后改在旅游卫视播出。节目首播在凤凰卫视，录影地点在北京亚洲电视城。除播出常规性的谈话性节目外，本节目不时会播出特别节目，包括《你最非凡》和《豫荐》。
2018年起，节目名稱更替為《鲁豫有约一日行》第五季，並改在东南卫视及海峡卫视播出。节目在凤凰卫视中文台赞助如下：2002年由玉柴特约赞助播出；2003年到2004年由长虹特约赞助播出，并在2003年联合雅兰床垫播出；2006年到2007年由昆仑润滑油特约赞助播出；2008年由康宝特约赞助播出；2010年由伊维斯特约赞助播出。现今无赞助。
节目已自2022年起因凤凰卫视改版而停播。

## 播放时间
《鲁豫有约》现在分别在凤凰卫视、安徽卫视播出，2014年起，由于频道节目播出调整，因此该节目由原先的每周播出5期改为每周播出3期。
现时安徽卫视已不再播出该节目，改由旅游卫视播出，一周共播出9次，分别在周一至周五15:44-17:10、周六至周日14:51-15:51及周四至周六20:30-21:30。
2018年起，节目名稱更替為《鲁豫有约一日行》第五季，改由东南卫视周三晚21:20及海峡卫视周二晚20:07播出。

### 凤凰卫视
除特别说明外，以下播出时间均为北京（香港）时间为准。
- 凤凰卫视中文台：周二至周四10:40-11:25首播，周二至周四14:00-14:45、周三至周五02:25-03:00重播
- 凤凰卫视香港台（播出的內容相對較舊）：周一至周五22:00-23:00首播，周二至周六04:10-05:00、07:30-08:30、11:00-11:50、17:00-18:00重播
- 凤凰卫视欧洲台（伦敦时间）：周二至周四11:00-11:55、17:05-18:00及周三至周五03:30-04:25
- 凤凰卫视美洲台（美国西岸时间）：周二至周四01:30-02:25、08:30-09:25及20:00-21:00
- 凤凰卫视澳洲版（悉尼时间）：周二至周四22:00-22:55及周三至周五04:05-05:00

### 安徽卫视
安徽卫视播出时间为周一、周五23:50和周六21:20

### 其他电视台
- 八度空间：星期六18:00
- SBS：星期一至五16:15-17:15

## 采访嘉宾
《鲁豫有约》采访嘉宾多为明星，公众人物，偶尔也访问一些特殊职业或有特殊经历的民众等等。

### 明星访谈
《鲁豫有约》的嘉宾来自于中国大陆、香港、台湾较多，在演播室访问，偶尔也会去其他地方访谈。
- 歌手：蔡依林、林俊杰、邓紫棋、范瑋琪、孫燕姿、羅志祥、韓红、劉欢、張惠妹、張學友、林憶蓮、周杰倫、劉德華、黎明、鄭秀文、陳慧嫻、周華健、劉若英、S.H.E、五月天、Super Junior-M等；
- 主持人：白岩松、王小丫、趙忠祥、吴宗宪、张小燕、蔡康永、大S、汪涵、謝娜、何炅等；
- 演員：張艾嘉、章子怡、赵薇、陈坤、林心如、蘇有朋、古巨基、王寶强、甄子丹、劉超、孫儷、成奎安、李連杰、周润发、聂远、佘诗曼、秦岚等。
- 劇組：武林外傳劇組、梅蘭芳劇组、畫皮劇組、爱情左右劇组、奋斗剧组、李米的猜想剧组、乡村爱情II剧组等。

### 特殊访谈
- 希拉蕊·柯林頓、提摩西·蓋茲納（時任美國國務卿與財政部長）
- 錢學森（航太工程科學家）
- 袁隆平（農業科學家）
- 唐山大地震夫妇
- 薄瓜瓜
- 网瘾少年
- 特殊职业工作者（如：力克·胡哲）

## 采访节目单（凤凰卫视版）
- 待查
- 12月30日：李宇春

- 待查
- 6月16日：任贤齐 四十不惑（上）
- 6月17日：任贤齐 四十不惑（下）

- 待查
- 5月26日：林心如 苏有朋

- 待查
- 9月16日：《畫皮》劇組（上）：甄子丹、趙薇、陳坤、周迅、孫儷
- 9月17日：《畫皮》劇組（下）：甄子丹、趙薇、陳坤、周迅、孫儷
- 11月17日：孫紅雷

- 1月1日：王小丫
- 1月2日：张静初
- 1月5日：邓亚萍
- 1月6日：徐帆
- 1月7日：黄渤（上）
- 1月8日：黄渤（下）
- 1月9日：张艾嘉、郑元畅
- 1月10日：SJ-M
- 1月11日：余秋雨
- 2月2日：陈国坤
- 2月3日：林心如
- 2月4日：章子怡
- 2月23日：张惠妹
- 2月26日：吴宗宪
- 3月2日：侯佩岑
- 4月15日：汤灿 - 汤灿的童年与梦想
- 4月16日：汤灿 - 双面佳人汤灿
- 5月6日：溫特沃思·米勒
- 5月31日：林妙可
- 8月28日走近真实的薄瓜瓜
- 9月25日：任贤齐 齐待任贤齐
- 11月26日：《花木兰》剧组（上）：赵薇、房祖名、陈坤、马楚成
- 11月27日：《花木兰》剧组（下）：赵薇、房祖名、陈坤、马楚成

- 1月1日：钱学森
- 1月7日：韩红
- 1月29日：谭咏麟
- 2月4日：邬君梅
- 2月8日：海清
- 2月9日：张嘉译
- 2月10日：陈建斌
- 2月11日：曾志伟（上）
- 2月12日：曾志伟（下）
- 3月3日：刘劲
- 3月5日：孔东梅
- 3月9日：张家辉
- 3月31日：甄子丹（上）
- 4月1日：甄子丹（下）
- 4月5日：陈慧琳
- 4月9日：马洪刚
- 4月15日：王杰
- 5月11日：夏雨
- 5月12日：王刚（上）
- 5月13日：王刚（下）
- 5月25日：希拉里·克林頓 / 提摩西·蓋茲納
- 5月26日：刘若英
- 5月28日：周慧敏
- 8月30日：任贤齐、小虫（上）任贤齐赤子之歌
- 8月31日：任贤齐、小虫（下）任贤齐心肝宝贝

- 1月28日：吳君如 - 神奇俠侶
- 2月17日：吳孟達 - 我的喜劇時代
- 3月1日：范冰冰 - 十年破茧成蝶路
- 3月2日：林俊杰 - 十年音樂路（上）
- 3月3日：林俊杰 - 十年音乐路（下）
- 3月4日：任達華 - 魅丽男人
- 3月11日：吳小莉 - 大视野背后的小世界
- 3月14日：旭日陽剛 - 春天里的歌
- 3月17日：汪峰 - 汪峰的音乐接力
- 3月18日：汪峰 - 汪峰的音乐信仰
- 3月31日：张铁林、 王刚- 十年老友
- 4月1日：张铁林、 王刚- 解密十年
- 4月5日：楊千嬅 - 完美蜕变
- 7月13日：文章 - 小男人的大幸福

- 2月27日：任贤齐 （上）任贤齐情义人生
- 2月28日：任贤齐 （下）永不信邪的任贤齐
- 3月17日：张家辉、任达华

- 1月28日：芮成钢 - 精英主播的真面目
- 1月29日：芮成钢 - 财经主播的虚实生活
- 4月15日，凤凰传奇 － 凤凰传奇的争议与精彩
- 4月16日，凤凰传奇 － 揭凤凰传奇情感 玲花结婚曾毅落泪
- 7月17日：康辉 - "国脸"的台前幕后（上）
- 7月18日：康辉 - "国脸"的台前幕后（下）

## 采访节目单（湖南卫视版）
- 待查

- 待查

## 采访节目单（安徽卫视版）
| 集數 | 播出日期 | 嘉賓             |
| ---- | -------- | ---------------- |
| 1    | 1月1日   | 钱学森           |
| 2    | 1月5日   | 韩三平、刘谦     |
| 3    | 1月7日   | 韩红             |
| 4    | 1月11日  | 陈楚生           |
| 5    | 1月12日  | 毕业后的事业梦想 |
| 6    | 1月13日  | 毕业的梦想与选择 |
| 7    | 1月14日  | 走进真实蚁族生活 |
| 8    | 1月18日  | 蒋雯丽           |
| 9    | 1月25日  | 成龙             |
| 10   | 1月29日  | 谭咏麟           |
| 11   | 2月1日   | 王学圻           |
| 12   | 2月4日   | 邬君梅           |
| 13   | 2月7日   | 韩红             |
| 14   | 2月8日   | 海青             |
| 15   | 2月9日   | 张嘉译           |
| 16   | 2月10日  | 陈建斌           |
| 17   | 2月11日  | 曾志伟           |
| 18   | 2月24日  | 郭晓冬           |
| 19   | 2月26日  | 马伊琍           |
| 20   | 3月1日   | 闫妮             |
| 21   | 3月2日   | 江珊             |
| 22   | 3月9日   | 张家辉           |
| 23   | 3月10日  | 濮存昕           |
| 24   | 3月16日  | 王铁成           |
| 25   | 3月30日  | 小沈阳           |
| 26   | 3月31日  | 甄子丹           |
| 27   | 4月6日   | 尤勇             |
| 28   | 4月7日   | 马永红           |
| 29   | 4月9日   | 马洪刚           |
| 30   | 4月15日  | 王杰             |
| 31   | 4月18日  | 游本昌           |
| 32   | 4月22日  | 郭德纲           |
| 33   | 5月5日   | 郑明明           |
| 34   | 5月11日  | 夏雨             |
| 35   | 5月12日  | 王刚             |
| 36   | 5月26日  | 刘若英           |
| 37   | 5月28日  | 周慧敏           |
| 38   | 6月24日  | 范明             |
| 39   | 7月1日   | 李连杰           |
| 40   | 7月5日   | 陆毅             |

## 采访节目单（东南卫视版）
| 集數 | 播出日期 | 嘉賓               |
| ---- | -------- | ------------------ |
| 1    | 10月10日 | 周润发             |
| 2    | 10月17日 | 李连杰             |
| 3    | 10月24日 | 聂远、佘诗曼、秦岚 |

| 集數 | 播出日期 | 嘉賓     |
| ---- | -------- | -------- |
| 1    | 12月26日 | 容祖儿   |
| 2    | 1月2日   | 武志红   |
| 3    | 1月9日   | 罗嘉良   |
| 4    | 1月16日  | 梁洛施   |
| 5    | 1月23日  | 王潮歌   |
| 6    | 1月30日  | 高叶     |
| 7    | 2月20日  | 贾玲     |
| 8    | 2月27日  | 宁浩     |
| 9    | 2月12日  | 大鹏     |
| 10   | 3月19日  | 何超仪   |
| 11   | 3月26日  | 茅威涛   |
| 12   | 4月2日   | 切阳什姐 |
| 13   | 4月9日   | 黄磊     |